# Steirastoma poeyi
Steirastoma poeyi es una especie de escarabajo del género Steirastoma, familia Cerambycidae. Fue descrita científicamente por Chevrolat en 1862.
Se distribuye por Cuba. Posee una longitud corporal de 20-26,1 milímetros. El período de vuelo de esta especie ocurre en todos los meses del año, excepto en diciembre.